# Xã Powers Lake, Quận Mountrail, Bắc Dakota
Xã Powers Lake (tiếng Anh: Powers Lake Township) là một xã thuộc quận Mountrail, tiểu bang Bắc Dakota, Hoa Kỳ. Năm 2010, dân số của xã này là 54 người.